# China World Trade Center Tower 3
China World Trade Center Tower 3 (Третья башня Китайского всемирного торгового центра) — сверхвысокий небоскрёб высотой 330 м, находящийся в Пекине (Китай). У небоскрёба 74 этажа, 4 подземных этажа, 30 лифтов. China World Trade Center Tower 3 является третьим зданием всемирного торгового центра в центральном деловом районе Пекина Чаоян. Строительство небоскрёба завершилось в 2009 году.
В небоскрёбе находятся офисы (до 55 этажа), ресторан, гостиничные номера (56 — 68) и магазины.
Здание очень похоже на Всемирный торговый центр (разрушенный в 2001 году) в Нью-Йорке.
По состоянию на 2015 год Башня является самым высоким зданием в городе, 18-м по высоте в стране, 46-м по высоте в Азии и 59-м по высоте в мире.